# 66e bataillon de chars de combat
Pour les articles homonymes, voir 66e bataillon.
Le 66e bataillon de chars de combat (66e BCC) est une unité de l'Armée française créée en 1937. Affecté au Maroc, il est dissous en novembre 1940.

## Historique
Le 66e BCC est créé le 1er juillet 1937 à Casablanca par dédoublement du 62e BCC. Équipé de chars FT, il stationne au camp de la Jonquière.
Il est mobilisé à partir du 2 septembre 1939. Il est alors formé de trois compagnies de chars FT et d'une section hors-rang, qui compte notamment un groupe d'automoteurs FT 75 BS. Chaque compagnie doit être capable d'opérer de façon indépendante et dispose de nombreux portes-chars et camions logistiques.
Le bataillon ne voit pas les combats qui mènent à la défaite française de juin 1940. Ses réservistes sont démobilisés à partir de juillet 1940. À la dissolution du bataillon le 16 novembre 1940, les cadres et les chars du régiment rejoignent le 1er régiment de chasseurs d'Afrique et le 6e régiment de tirailleurs marocains.

## Insigne
L'insigne du 66e BCC est une étoile chérifienne verte et rouge (couleurs du Maroc), chargée d'un éléphant. Deux versions d'insignes métalliques ont été réalisées, l'une avec un éléphant blanc plat en novembre 1937 et la suivante en juin 1939 avec un éléphant en relief argenté.

## Référence
1. ↑  Jacques Sicard, « Les bataillons de chars outre-mer 1919-1940 », Militaria Magazine, no 11,‎ juin 1986, p. 78-82
2. 1 2 3 4  Stéphane Bonnaud, « Le 66e BCC de Casablanca », Histoire de guerre, blindés et matériel, no 82,‎ avril 2008